# Esfir Shub
Esfir Shub (Surazh, Oblast de Briansk,  16 de março de 1894 — Moscou, 21 de setembro de 1959), também conhecida como Esther Shub, foi uma cineasta soviética.
Foi pioneira do chamado filme de compilação. Segundo Leyda (1971), ela era uma excelente e talentosa montadora, responsável por dar ao jovem Sergei Eisenstein o seu primeiro emprego em cinema. Pertence ao movimento do construtivismo russo. Junto com Dziga Vertov, ela é uma das mais influentes realizadoras no desenvolvimento do documentário no período pós-revolucionário na União Soviética.

## Filmografia
- A queda da dinastia dos Romanov (1927)
- O grande caminho (1928)
- A Rússia de Nicolau II e Leon Tolstoy (1928)